# Dialekt damasceński
Dialekt damasceński – dialekt miejski należący do dialektów syryjsko-palestyńskich, których jest najważniejszym przedstawicielem. Używany jest na co dzień w Damaszku i rozumiany na obszarze Syrii do rzeki Eufrat, gdzie kończy się zasięg dialektów syryjsko-palestyńskich, ale także w Palestynie, Libanie i Jordanii.

## Stan badań
Dialektem damasceńskim na szerszą skalę zajmowali się dotychczas orientaliści amerykańscy, angielscy, francuscy i niemieccy. Do rozpowszechnienia informacji na temat tego dialektu przyczynili się szczególnie: Andre Ambros, Jean Cantineau, Mark W. Cowell, Heinz Grotzfeld, Gottthelf Bergsträsser, Ferguson Charles, Ani Moukhtar, Bohas George, Jérôme Lentin, Salamé Claude oraz Ariel Bloch.
W badaniach naukowych nad dialektami języka arabskiego używa się transkrypcji naukowej, ponieważ nie posiada on normy zapisu. W ostatnich latach powstało kilka książek w dialekcie damasceńskim, zapisanych pismem arabskim. Najważniejsi autorzy piszący opowiadania po damasceńsku to: Aswad an-Nizār, Kayyāl Munīr oraz Turžmān Sihām. Zapis arabski nie oddaje w pełni systemu fonologicznego dialektu damasceńskiego, a dla obcokrajowca utrudnia naukę tegoż dialektu.

## Fonologia

### System spółgłoskowy
System spółgłoskowy dialektu damasceńskiego liczy sobie 25 spółgłosek:
- dwuwargowe: m, b, w,
- wargowo-zębowe: f,
- zębowe: n, t, d, s, z (r, l),
- zębowo-dziąsłowe faryngalizowane: ṭ, ḍ, ṣ, ẓ, r, l,
- podniebienne: š, ž, y,
- tylnojęzykowe: k,
- języczkowe: x, ġ,
- gardłowe: ḥ, ʕ,
- krtaniowe: h, ʔ.

### System samogłoskowy
System samogłoskowy liczy sobie:
- 5 samogłosek długich: ā, ē, ī, ō, ū,
- 6 samogłosek krótkich: a, e, i, o, u, ə,
- 2 dyftongi: aw, ay zachowane w kilku wyrazach.

### Samogłoska epentyczna
Samogłoska epentyczna wstawiana jest:
- na początku wyrazu, gdy ten zaczyna się od dwóch spółgłosek: ᵊCC-,
- między dwie spółgłoski stojące na końcu wyrazu: -CᵊC,
- w grupie 3 spółgłosek: CᵊCC,
- w grupie 4 spółgłosek: CCᵊCC.

## Morfologia

### Imiona
Imiona zawierają w sobie następujące części mowy: rzeczowniki, przymiotniki, liczebniki, zaimki i imiona odczasownikowe. Wspólnymi kategoriami gramatycznymi dla imion są: kategoria rodzaju, liczby, stanu i przypadka.

#### Kategoria rodzaju
W dialekcie damasceńskim występują dwa rodzaje: męski i żeński.
- Rodzaj męski nie posiada żadnej specyficznej końcówki rodzajowej, takiej jak rodzaj żeński. Występują natomiast słowa z końcówką żeńską rodzaju męskiego np. zalame mężczyzna.
- Rodzaj żeński posiada najczęściej końcówkę -a lub -e. Końcówka -a występuje w wyrazach, których ostatnią spółgłoską jest spółgłoska języczkowa, gardłowa, krtaniowa albo emfatyczna. Odpowiednio więc:
  - końcówka -a występuje po: x, ġ, ḥ, ʕ, h, ʔ, ṭ, ḍ, ṣ, ẓ,
  - końcówka -e występuje po: b, t, ž, d, z, s, š, f, k, l, m, n, w, y.

- - Jedynie po r, możliwe są dwie końcówki -a oraz -e, np.: tazkara bilet, kbīre duża.

- - Rodzaju żeńskiego są także:
    - rzeczowniki żeńskoosobowe, bez charakterystycznej końcówki, np.: bənᵊt córka; ʔəxᵊt siostra,
    - niektóre nazwy miast i państw, np.: š-Šām Damaszek; Baġdād Bagdad,
    - parzyste części ciała, np.: ʔīd ręka, ʔədᵊn ucho,
    - inne, np.: mayy woda; sama niebo; šamᵊs słońce.

- - Końcówka rodzaju żeńskiego w status constructus przyjmuje formę -et, np.: maʕlaʔet šāy łyżeczka do herbaty.

#### Kategoria liczby
W dialekcie damasceńskim występują trzy liczby: pojedyncza, podwójna i mnoga.
- Liczbę podwójną tworzy się poprzez dodanie końcówki -ēn do liczby pojedynczej, przy czym w rodzaju żeńskim końcówka -a oraz -e zachowuje się identycznie jak w status constructus, np.: bēt – bētēn dwa domy.
- Liczbę mnogą dzielimy na regularną i nieregularną. Liczbę mnogą nieregularną należy nauczyć się na pamięć. Liczba mnoga regularna otrzymuje następujące końcówki: -īn oraz -āt.
  - końcówkę -īn otrzymują najczęściej rzeczowniki męskoosobowe odimiesłowowe,
  - końcówkę -āt otrzymują najczęściej imiona rodzaju żeńskiego zakończone na -a lub -e.

#### Kategoria stanu
W dialekcie Damaszku wyróżniamy dwa stany: określony i nieokreślony, przy czym stan nieokreślony nie posiada żadnego rodzajnika nieokreślonego, np.: rǝsāle list.
Stan określony wyrażany jest za pomocą rodzajnika określonego əl-, l-, np.: ǝl-walad ᵊẓġīr Chłopiec jest mały, kursi l-bənᵊt krzesło dziewczyny, bēt ǝl-ʔahᵊl dom rodziny.
Gdy imię zaczyna się od dwóch spółgłosek, rodzajnik określony wygląda następująco lə-, np.: lə-žbīn czoło.

#### Zaimki

##### Zaimki osobowe
|         | Liczba pojedyncza | Liczba mnoga  |
| ------- | ----------------- | ------------- |
| 1.      | ʔana              | nəḥna (naḥna) |
| 2. (m.) | ʔənte             | ʔəntu         |
| 2. (f.) | ʔənti             | ʔəntu         |
| 3. (m.) | huwwe             | hənne         |
| 3. (f.) | hiyye             | hənne         |

##### Zaimki dzierżawcze i dopełnieniowe
Zaimki występujące po spółgłosce
|         | Liczba pojedyncza | Liczba mnoga |
| ------- | ----------------- | ------------ |
| 1.      | -i (-ni)          | -na          |
| 2. (m.) | -ak               | -kon         |
| 2. (f.) | -ek               | -kon         |
| 3. (m.) | -o                | -(h)on       |
| 3. (f.) | -(h)a             | -(h)on       |

Zaimki występujące po samogłosce
|         | Liczba pojedyncza | Liczba mnoga |
| ------- | ----------------- | ------------ |
| 1.      | -yi (-ni)         | -na          |
| 2. (m.) | -k                | -kon         |
| 2. (f.) | -ki               | -kon         |
| 3. (m.) | -(h)ø             | -hon         |
| 3. (f.) | -ha               | -hon         |

Zaimki dopełnieniowe i dzierżawcze różnią się jedynie w pierwszej osobie liczby pojedynczej. Zaimek dopełnieniowy pierwszej osoby to -ni np.: ḍarabni uderzył mnie.

##### Zaimki wskazujące
Najpopularniejszym zaimkiem wskazującym jest zaimek ha- dodawany do rodzajnika rzeczownika we wszystkich rodzajach i liczbach, np.: ha-š-šōke ten widelec.
|               | Zaimki bliższe   | Zaimki dalsze   |
| ------------- | ---------------- | --------------- |
| Rodzaj męski  | hāda, hād ten    | hadāk(e) tamten |
| Rodzaj żeński | hādi, hayy(e) ta | hadīk(e) tamta  |
| Liczba mnoga  | hadōl(e) ci      | hadənk(e) tamci |

##### Zaimki pytajne
- mīn kto; šū co; ʔēš co,
- ʔanu (m.), ʔani (f.), ʔanu (pl.) jaki, który,
- ʔayy jaki, który.

##### Zaimek względny
- əlli występuje po spółgłosce,
- lli występuje po samogłosce.

Zaimek względny, jest taki sam dla obydwu rodzajów i liczb.

#### Liczebniki
W dialekcie damasceńskim możemy wyróżnić następujące liczebniki: główne, porządkowe oraz inne np. ułamkowe. Liczebniki główne są rzeczownikami, z wyjątkiem liczebników: jeden (wāḥed) oraz dwa (tnēn), które są przymiotnikami, tak samo jak liczebniki porządkowe.

##### Liczebniki główne
- Liczebnik jeden wāḥed, waḥde lub wǝḥde (rodzaj żeński), zachowuje się tak samo jak przymiotnik i stoi po rzeczowniku, np.: bēt wāḥed jeden dom.
- Liczebnik dwa tnēn, təntēn (rodzaj żeński), zachowuje się jak przymiotnik i stoi po rzeczowniku w liczbie podwójnej, np.: bētēn tnēn dwa domy. Może zachowywać się też jak rzeczownik i wtedy jednostka wyliczana stoi po liczebniku w liczbie mnogiej, np.: təntēn ʔahwāt dwie kawy.

- Liczebniki od 3 do 10 dzielimy w pozycji izolowanej (używane do liczenia):
  - tlāte trzy
  - ʔarbaʕa cztery
  - xamse pięć
  - sətte sześć
  - sabʕa siedem
  - tmāne osiem
  - təsʕa dziewięć
  - ʕašara dziesięć

- Liczebniki od 11 do 19 dzielimy w pozycji izolowanej:
  - ḥdaʕš lub ʔīdaʕš jedenaście
  - ṭnaʕš dwanaście
  - tləṭṭacʕš trzynaście
  - ʔarbaṭaʕš czternaście
  - xamsṭaʕš piętnaście
  - səṭṭaʕš szesnaście
  - sabaṭaʕš siedemnaście
  - tmənṭaʕš osiemnaście
  - təsaṭaʕš dziewiętnaście

- Liczebniki od 20 do 99 w pozycji izolowanej:
  - ʕəšrīn dwadzieścia
  - tlātīn trzydzieści
  - ʔarbaʕīn czterdzieści
  - xamsīn pięćdziesiąt
  - səttīn sześćdziesiąt
  - sabʕīn siedemdziesiąt
  - tmānīn osiemdziesiąt
  - təsʕīn dziewięćdziesiąt

- Liczebniki od stu i wzwyż w pozycji izolowanej:
  - mīye sto
  - mītēn dwieście
  - tlāt mīye trzysta
  - ʔarbaʕ mīye czterysta
  - xams mīye pięćset
  - sətt mīye sześćset
  - sabʕ mīye siedemset
  - tmān mīye osiemset
  - təsʕ mīye dziewięćset

##### Liczebniki porządkowe
Liczebniki porządkowe od 1 do 10 są przymiotnikami. Stoją po rzeczowniku wyliczanym i otrzymują rodzajnik określony l-. Występują w dwóch rodzajach:
|           | Rodzaj męski         | Rodzaj żeński |
| --------- | -------------------- | ------------- |
| pierwszy  | ʔawwal lub ʔawwalāni | ʔawwalāniyye  |
| drugi     | tāni                 | tānye         |
| trzeci    | tālet                | tālte         |
| czwarty   | rābeʕ                | rābʕa         |
| piąty     | xāmes                | xāmse         |
| szósty    | sādes                | sādse         |
| siódmy    | sābeʕ                | sābʕa         |
| ósmy      | tāmen                | tāmne         |
| dziewiąty | tāseʕ                | tāsʕa         |
| dziesiąty | ʕāšer                | ʕāšra         |

Liczebniki porządkowe od 11 i wzwyż, są identyczne jak liczebniki główne. Zachowują się jak przymiotniki i stoją z rodzajnikiem określonym l- po rzeczowniku wyliczanym.

##### Liczebniki ułamkowe
- 1/2 nəṣṣ
- 1/3 təlt
- 1/4 rəbʕ
- 1/5 xəms
- 1/6 səds
- 1/8 təmn
- 1/10 ʕəšr
- 3/4 tlet rbāʕ
- 4/5 ʔarbaʕt ʔaxmās

### Czasowniki
Czasowniki w dialekcie damasceńskim składają się najczęściej z trójspółgłoskowych rdzeni, z których są tworzone tematy czasownikowe. To one dają podstawę do tworzenia form czasu, trybu, strony oraz imion odczasownikowych. W dialekcie damasceńskim nie istnieją bezokoliczniki, dlatego jako formę podstawową czasownika podaje się trzecią osobę liczby pojedynczej rodzaju męskiego w czasie przeszłym i teraźniejszym, np.: katab – byəktob pisał-pisze.

#### Tematy czasownikowe
Tematy trójspółgłoskowe
| Numer tematu | Czas przeszły | Czas teraźniejszy |
| ------------ | ------------- | ----------------- |
| I (1)        | katab         | byəktob           |
| I (2)        | katab         | byəkteb           |
| I (3)        | katab         | byəktab           |
| I (4)        | kəteb         | byəktab           |
| I (5)        | kəteb         | byəkteb           |
| II           | kattab        | bikatteb          |
| III          | kātab         | bikāteb           |
| IV           | ʔaktab        | byəkteb           |
| V            | tkattab       | byətkattab        |
| VI           | tkātab        | byətkātab         |
| VII          | nkatab        | byənkəteb         |
| VIII         | ktatab        | byəktəteb         |
| IX           | ktabb         | byəktabb          |
| X            | staktab       | byəstakteb        |

Tematy czterospółgłoskowe
| Numer tematu | Czas przeszły | Czas teraźniejszy |
| ------------ | ------------- | ----------------- |
| I4           | taržam        | bitaržem          |
| II4          | ttaržam       | byəttaržam        |

#### Czasy

##### Czas przeszły
Końcówki osobowe w czasie przeszłym
|         | Liczba pojedyncza | Liczba mnoga |
| ------- | ----------------- | ------------ |
| 1.      | -t                | -na          |
| 2. (m.) | -t                | -tu          |
| 2. (f.) | -ti               | -tu          |
| 3. (m.) | ø                 | -u           |
| 3. (f.) | -et               | -u           |

- W I temacie czasownikowym typu katab, VII oraz VIII krótkie -a- przed trzecią spółgłoską rdzenną w 3 osobie liczby pojedynczej rodzaju żeńskiego ulega elizji, np.: daras uczył się, ale darset uczyła się.

- I temat czasownikowy typu kəteb, odmienia się w następujący sposób:

šəreb – byəšrab pić
|         | Liczba pojedyncza | Liczba mnoga |
| ------- | ----------------- | ------------ |
| 1.      | šrəbt             | šrəbna       |
| 2. (m.) | šrəbt             | šrəbtu       |
| 2. (f.) | šrəbti            | šrəbtu       |
| 3. (m.) | šəreb             | šərbu        |
| 3. (f.) | šərbet            | šərbu        |

##### Czas teraźniejszy
Afiksy osobowe w czasie teraźniejszym typu A
|         | Liczba pojedyncza | Liczba mnoga |
| ------- | ----------------- | ------------ |
| 1.      | bə-...-ø          | mnə-...-ø    |
| 2. (m.) | btə-...-ø         | btə-...-u    |
| 2. (f.) | btə-...i          | btə-...-u    |
| 3. (m.) | byə-...-ø         | byə-...-u    |
| 3. (f.) | btə-...-ø         | byə-...-u    |

Afiksy osobowe w czasie teraźniejszym typu B
|         | Liczba pojedyncza | Liczba mnoga |
| ------- | ----------------- | ------------ |
| 1.      | b-...-ø           | mən-...-ø    |
| 2. (m.) | bət-...-ø         | bət-...-u    |
| 2. (f.) | bət-...-i         | bət-...-u    |
| 3. (m.) | bi-...-ø          | bi-...-u     |
| 3. (f.) | bət-...-ø         | bi-...-u     |

Afiksy osobowe w czasie teraźniejszym typu C
|         | Liczba pojedyncza | Liczba mnoga |
| ------- | ----------------- | ------------ |
| 1.      | ba-...-ø          | mna-...-ø    |
| 2. (m.) | bta-...-ø         | bta-...-u    |
| 2. (f.) | bta-...i          | bta-...-u    |
| 3. (m.) | bya-...-ø         | bta-...-u    |
| 3. (f.) | bta-...-ø         | bya-...-u    |

Afiksy te otrzymują następujące tematy czasownikowe:
- A – I, IV-X oraz II 4,
- B – II, III oraz I 4,
- C – zaczynające się na ʕ.

##### Czasy złożone
W dialekcie damasceńskim występuje kilkanaście czasów pochodnych. Niektóre z nich tworzy się za pomocą specjalnych partykuł.
- Czas teraźniejszy ciągły jest tworzony za pomocą partykuły ʕam, po której następuje czasownik w czasie teraźniejszym w odpowiedniej formie z b- lub bez b-, a więc w trybie łączącym. Czas ten tłumaczy się za pomocą słów: „teraz, w tym momencie, właśnie”, np.: ʕam bəktob właśnie piszę.
- Czas przeszły ciągły: kān yəktob,
- Czas przeszły długotrwały: kān ʕam yəktob,
- Czas zaprzeszły: kān katab,
- Czas przyszły jest tworzony za pomocą partykuły raḥ, laḥ, ḥa, np.: rāḥ nəmši maʕo będziemy z nim iść,
- Czas przyszły w przeszłości: kān raḥ yəktob miał zamiar pisać,
- Czas przyszły ciągły: bikūn ʕam yəktob będzie pisał,
- Czas zaprzyszły: bikūn raḥ yəktob będzie miał zamiar napisać,
- Czas przyszły uprzedni: bikūn katab będzie miał napisane.

#### Tryby

##### Tryb rozkazujący
Tryb rozkazujący tworzy się za pomocą tematu czasownika w czasie teraźniejszym. Rodzaj męski nie posiada żadnej końcówki, natomiast rodzaj żeński otrzymuje -i, a liczba mnoga -u. W I temacie czasownikowym w rodzaju męskim następuje wzdłużenie ostatniej samogłoski, a w rodzaju żeńskim i w liczbie mnogiej długie ō oraz ē przechodzi w krótkie ə, natomiast długie ā przechodzi w krótkie a. Nie odnotowano istnienia trybu rozkazującego tematów: IV, VII-IX.
- I
  - 1 – ktōb; ktəbi; ktəbu
  - 3, 4 – ktāb; ktabi; ktabu
  - 2, 5 – ktēb; ktəbi; ktəbu
- II – katteb; kattbi; kattbu
- III – kātb; kātbi; kātbu
- V – tkattab; tkattabi; tkattabu
- VI – tkātab; tkātabi; tkātabu
- X – stakteb; stakətbi; stakətbu
- I 4 – taržem; taržmi; taržmu
- II 4 – ttaržam; ttaržami; ttaržamu

Tryb rozkazujący przeczymy za pomocą partykuły la (lā), po której następuje tryb łączący w odpowiedniej osobie, np.: la təšrab nie pij.

##### Tryb łączący
Tryb łączący ma identyczne afiksy osobowe jak tryb oznajmujący, lecz nie posiada prefiksu b-.
- Użycie trybu łączącego:
  - Tworzenie czasów złożonych, np.: ʕam ʔākol właśnie jem.
  - Negacja trybu rozkazującego za pomocą partykuł: la (lā) nie; ḥāž ḥāže (rodzaj żeński) dosyć; la baʔa już nie, np.: la tədros nie ucz się; la baʔa təḥki już nie gadaj.
  - W zdaniach złożonych po następujących spójnikach: la żeby; ḥatta żeby; liʔalla żeby nie; bass jeśli; ʕala šart pod warunkiem że, np.: lāzem tədros ḥatta tənžaḥ musisz się uczyć, aby mieć wyniki.
  - Dla wyrażenia polskiego bezokolicznika po: bədd chcieć (w zdaniach oznajmujących) oraz bətrīd chcieć (w zdaniach pytających), np.: bətrīd nəšrab kās ʕaraʔ chcesz, żebyśmy się napili szklanki araku?; bəddna nākol chcemy jeść.

#### Strona bierna
Strona bierna w dialekcie damasceńskim nie jest tworzona poprzez zmianę struktury tematu czasownika. W I temacie czasownikowym istnieje kilka czasowników w stronie biernej, które zostały zleksykalizowane. Są to: wəled urodził się; xəleʔ został stworzony, urodził się; ʔətel został zabity; xəreb został zniszczony.
Stronę bierną wyraża się za pomocą VII tematu czasownikowego.

#### Imiona odczasownikowe

##### Masdary
Masdary są rzeczownikami odczasownikowymi, które tak jak czasownik wyrażają czynność i stan, bardzo często są już zleksykalizowane. W I temacie czasownikowym nie ma określonego wzoru tworzenia masdarów, podają je słowniki. Masdary tematów IV-VI, IX, X oraz II 4 nie są używane.
- II – taktīb (təktīb)
- III – mkātabe
- VII – ʔənkitāb
- VIII – ʔəktitāb
- I 4 – taržame

##### Imiesłowy
- W I temacie czasownikowym imiesłów czynny i bierny tworzy się regularnie według wzoru:
  - imiesłów czynny kāteb, kātbe (rodzaj żeński), kātbīn (liczba mnoga),
  - imiesłów bierny maktūb, -e, -in.

- Imiesłów czynny i bierny w tematach pochodnych tworzy się za pomocą prefiksu m- lub mə- dołączanego do tematu czasownika w czasie teraźniejszym. Imiesłów czynny rodzaju męskiego posiada samogłoskę -e- przed trzecią spółgłoską rdzenną, natomiast imiesłów bierny samogłoskę -a-, np.: II – mġassel piorący, myjący się; mġassal prany, myty. W rodzaju żeńskim w imiesłowie czynnym w wyniku elizji wypada końcowe -e-. Imiesłów bierny jest dzisiaj prawie nieużywany.

### Niesamodzielne części mowy
Grupa ta obejmuje następujące części mowy: przyimki, spójniki oraz partykuły.

#### Przyimki
- la do; przed dwiema spółgłoskami przyimek ten przybiera formę lə, np.: lə-l-balad do miasta
- la (lə) dla, wyraża też polski celownik, np.: la-marti mojej żonie.

Przyimek ten też może wyrażać posiadanie i odpowiada polskiemu czasownikowi mieć przybiera wtedy formę ʔəl i łączy się z zaimkiem dzierżawczym, np.: ʔəli bēt mam dom,
- b- (bə-, bi-) w, np.: bə-š-Šām w Damaszku,
- mən (mn) z, od, np.: mn əl-madrase ze szkoły,
- ʕa- do, na, np.: bisāfer ʕa-l-bēt jedzie do domu,
- ʕand (ʕənd) u, przy; przyimek ten w połączeniu z zaimkiem dzierżawczym wyraża posiadanie i odpowiada polskiemu czasownikowi mieć, np.: ʕandi kalᵊb mam psa,
- inne przyimki:
  - ʕan o,
  - bala bez,
  - bēn pomiędzy,
  - maʕ z kimś, czymś,
  - ʔabᵊl przed (czas),
  - taḥt pod,
  - bīdūn bez,
  - baʕᵊd po (czas),
  - fōʔ na,
  - barrāt na zewnątrz,
  - ḥawāli wokół,
  - žuwwāt wewnątrz,
  - ʔəddām z przodu.

#### Spójniki
- w- i,
- ʔənn że,
- baʕᵊd-ma po tym jak,
- ʔaw lub,
- lamma kiedy,
- ʔabᵊl-ma zanim,
- ḥatta żeby,
- la żeby,
- bēn-ma podczas,
- lāken lecz, ale,
- ta, ḥatta aż, dopóki,
- maṭraḥ-ma gdzie,
- waʔᵊt kiedy.

#### Partykuły negacji
- mā
  - przed czasownikiem, np.: mā bisakker nie zamknął,
  - przed fī być, znajdować się, np.: mā fī ʔəmkān nie ma możliwości,
  - mā ʕād już nie, np.: mā ʕād yrūḥ ʕa-l-madrase on nie chodzi już do szkoły.

- mū
  - przed przymiotnikami, np.: mū kbīr nieduży.

- māl-
  - z zaimkami dzierżawczymi w znaczeniu nieposiadania, np.: mālna fahmānīn my nie wiedzieliśmy,

- la
  - laʔ nie (jest to odpowiedź przecząca na zadanie pytanie),
  - la...w-la ani...ani,
  - ʔǝlla gdy nie, oprócz,
  - bala bez.